# Tevsjön
Tevsjön är en sjö i Härjedalens kommun i Härjedalen och ingår i Ljusnans huvudavrinningsområde. Sjön har en area på 0,184 kvadratkilometer och ligger 592,3 meter över havet. Sjön avvattnas av vattendraget Tevån.

## Delavrinningsområde
Tevsjön ingår i det delavrinningsområde (694064-133654) som SMHI kallar för Utloppet av Tevsjön. Medelhöjden är 619 meter över havet och ytan är 0,62 kvadratkilometer. Det finns ett avrinningsområde uppströms, och räknas det in blir den ackumulerade arean 52,12 kvadratkilometer. Tevån som avvattnar avrinningsområdet har biflödesordning 2, vilket innebär att vattnet flödar genom totalt 2 vattendrag innan det når havet efter 386 kilometer. Avrinningsområdet består mestadels av skog (65 procent). Avrinningsområdet har 0,18 kvadratkilometer vattenytor vilket ger det en sjöprocent på 28,9 procent.